# Urumbilum River
Der Urumbilum River ist ein Fluss im Nordosten des australischen Bundesstaates New South Wales.

## Geographie
Seine Quelle liegt im Bindarri-Nationalpark. Von dort fließt der Fluss nach Nordosten und dann nach Osten. Westlich von Coramba mündet er in den Orara River.